# Étienne Gilson
Étienne Gilson (13. června 1884 – 19. září 1978) byl francouzský filozof a historik, představitel novotomismu a odborník na středověkou filozofii. Zpočátku se věnoval dílu Reného Descartese, ale nakonec se soustředil především na středověkou filozofii, jíž žádal rekonstruovat, neboť věřil, že 20. století potřebuje novou křesťanskou filozofii. Přihlásil se zejména k Tomáši Akvinskému, neboť vyšel z představy, že klasický tomismus není scholastický, ale v jádru je vzpourou proti scholastice. K této vzpouře se přihlásil, a v jejím jménu odmítl moderní myslitelství a s ním svázanou manipulaci s člověkem. Znovuformuloval přitom rozdíl mezi bytím a esencí. Zúčastnil se bojů první světové války, mj. bitvy u Verdunu, za což obdržel válečný kříž.